# Alcolea del Río
Alcolea del Río ist eine Gemeinde in der Provinz Sevilla in Spanien mit 3.279 Einwohnern (Stand: 2024). Sie liegt in der Comarca Vega del Guadalquivir in Andalusien. 

## Geografie
Die Gemeinde befindet sich am Zusammenfluss des Guadalquivir und des Corbones. Sie grenzt an Carmona, Lora del Río und Villanueva del Río y Minas.

## Geschichte
In der Römischen Ära gab es hier die Stadt Canama, welche Wein und getöpferte Waren produzierte. Unter den Mauren hieß der Ort Al-Koliah, worauf der heutige Name basiert. Nach der Eroberung durch die Christen ging der Ort an den Orden von Jerusalem, bis sie im Jahre 1873 in die Abhängigkeit von Lora del Río geriet. Im 20. Jahrhundert wurde der Ort eine unabhängige Gemeinde.

## Sehenswürdigkeiten
- Kirche San Juan Bautista
- Kapelle Capilla del Cristo de la Vera Cruz
- Wassermühlen Molinos de la aceña